# Ministerio Público (Colombia)
El Ministerio Público de la República de Colombia  fue concebido y creado como unidad gubernamental bajo el imperativo de la Constitución Política Nacional de 1830 el 29 de abril, y se considera que estos organismos de control conforman el denominado Ministerio Público, al cual lo constituyen los siguientes:
- Procuraduría General de la Nación
- Defensoría del Pueblo de Colombia
- Personerías

La Constitución Política de Colombia reza en su artículo 118: "El Ministerio Público será ejercido por el Procurador General de la Nación, por el Defensor del Pueblo, por los procuradores delegados y los agentes del ministerio público, ante las autoridades jurisdiccionales, por los personeros municipales y por los demás funcionarios que determine la ley. Al Ministerio Público corresponde la guarda y promoción de los derechos humanos, la protección del interés público y la vigilancia de la conducta oficial de quienes desempeñan funciones públicas".

## Personerías Distritales  y municipales
La Personería es un ente del Ministerio Público que representa la comunidad ante la Administración Municipal; ejerce, vigila y hace control sobre su gestión; vela por la promoción y protección de los derechos humanos; vigila el debido proceso, la conservación del medio ambiente, el patrimonio público y la prestación eficiente de los servicios públicos, garantizando a la ciudadanía la defensa de sus derechos e intereses sociales de todos los ciudadanos.

## Procuraduría General de la Nación
La Procuraduria General de Colombia es uno de los organismos autónomos de Colombia que se encargan de representar los intereses civiles ante el Estado colombiano, ello junto a la Personería y la Defensoría.

Sus funciones se amparan en las estipulaciones de los artículos 275, 276, 277, 278, 279, 280, 281, 282, 283 y 284 de la Constitución de 1991.
Ante irregularidades, este organismo es autónomo en el ejercicio de sus investigaciones y en la ejecución de sus determinaciones.
Su máximo representante es el procurador general de la Nación, que es elegido por el Senado a partir de una terna conformada por los candidatos del poder ejecutivo, el poder judicial y el Consejo de Estado, para ejercer por un periodo de 5 años, con posibilidad de reelección indefinida y contando con el apoyo de al menos 1 de los sufragantes.

## Atribuciones
1. Vigilar el cumplimiento de la Constitución, las leyes, las decisiones judiciales y los actos administrativos.
2. Proteger los derechos humanos y asegurar su efectividad, con el auxilio del Defensor del Pueblo.
3. Defender los intereses de la sociedad.
4. Defender los intereses colectivos, en especial el ambiente.
5. Velar por el ejercicio diligente y eficiente de las funciones administrativas.
6. Ejercer vigilancia superior en la conducta oficial de quienes desempeñan funciones públicas, inclusive las de elección popular; ejercer preferentemente el poder disciplinario; adelantar las investigaciones correspondientes, e imponer las respectivas sanciones conforme a la ley.
7. Intervenir en los procesos y ante las autoridades judiciales o administrativas, cuando sea necesario en defensa del orden jurídico, del patrimonio público, o de los derechos y garantías fundamentales.
8. Rendir anualmente informe de su gestión al Congreso.
9. Exigir a los funcionarios públicos y a los particulares la información que considere necesaria.
10. Las demás que determine la ley. Para el cumplimiento de sus funciones la Procuraduría tendrá atribuciones de policía judicial, y podrá imponer las acciones que considere necesarias.